# Ceterachopsis latibasis
Ceterachopsis latibasis là một loài thực vật có mạch trong họ Aspleniaceae. Loài này được Ching & K.H. Shing miêu tả khoa học đầu tiên năm 1984.